# Raid de Baricha
Guerre civile syrienne
Batailles
Le raid de Baricha est une opération militaire américaine menée dans la nuit du 26 au 27 octobre 2019 à Baricha, en Syrie, pendant la guerre civile syrienne. Elle conduit à la mort d'Abou Bakr al-Baghdadi, le « calife » de l'État islamique.

## Prélude
Même après la proclamation d'un califat et l'édification d'un proto-État par l'État islamique en 2014, son chef, Abou Bakr al-Baghdadi, demeure dans la clandestinité. À partir de 2015 au moins, des commandos américains épaulés par des forces irakiennes et kurdes sont déployés en Irak et en Syrie avec l'unique objectif de trouver al-Baghdadi. Les services américains obtiennent des informations de la part d'Ismaïl Alwaan Al-Ithawi, ancien conseiller du chef de l'EI et emprisonné depuis 2018 en Irak où il est condamné à mort. Ses renseignements permettent aux Américains de comprendre le mode de déplacement et le dispositif de sécurité du « calife ». Selon Le Monde : « aucun objet électronique autorisé et un lieu tenu secret, où même ses plus proches compagnons sont menés les yeux bandés – Al-Baghdadi aurait même arrêté d’utiliser un téléphone portable depuis plusieurs années ».
En septembre 2019, un passeur syrien est arrêté par les renseignements irakiens avec sa femme et un des neveux d'al-Baghdadi. Il tentait alors d'amener à Idleb les deux femmes des frères de Baghdadi, Ahmad et Jumah. Il est déjà connu pour s'être occupé des déplacements des enfants du chef de l'EI lorsqu'ils se trouvaient en Irak. Les Irakiens obtiennent alors des informations sur la route empruntée habituellement par les passeurs pour se rendre à Idleb et leur destination finale. Ces renseignements sont ensuite transmis à la CIA,.
Un membre haut placé de l'État islamique, chargé d'organiser les déplacements d'al-Baghdadi en Syrie, se serait également retourné contre le groupe après la mort d'un membre de sa famille aux mains des djihadistes. Il serait alors entré en contact avec les Kurdes et aurait fourni la description de la cachette du chef de l'EI : la disposition des pièces, les tunnels secrets et le nombre des gardes. Selon Mazloum Abdi, le chef des Forces démocratiques syriennes, l'informateur aurait volé deux sous-vêtements d'al-Baghdadi et prélevé un échantillon de sang à des fins de test ADN pour confirmer que le sujet sous surveillance était bien le chef de l'État islamique,.
Avec l'aide des services de renseignement irakiens et kurdes, le lieu de résidence du « calife » est localisé. Il se situe dans une maison isolée, située à l'ouest du village de Baricha, dans le nord du gouvernorat d'Idleb, en Syrie,, à cinq kilomètres de la frontière turque. Selon The Guardian, la bâtisse appartient à Abou Mohamad Salamé, dit Abou al-Bara al-Halibi ou encore Abou Mohammed al-Halabi, membre de Tanzim Hurras ad-Din, un groupe lié à al-Qaïda,,. Mais selon Der Spiegel, le propriétaire de la maison est Salam Haj Deeb, membre de l'État islamique depuis au moins 2013. La zone est sous le contrôle des djihadistes de Hayat Tahrir al-Cham et de Tanzim Hurras ad-Din,. Des postes d'observation de l'armée turque sont également présents dans la région. Les forces de l'État islamique ont été chassées du gouvernorat d'Idleb en 2014 par les rebelles, mais elles conservent dans la région des cellules clandestines, qui commettent régulièrement des attaques contre les rebelles et les autres factions djihadistes,,,. Pour le journaliste Wassim Nasr, spécialiste du djihadisme : « Il est impossible qu'Al-Baghdadi ait été protégé par HTS. J'en ai parlé avec des gens de chez eux, ils m'ont dit qu'ils auraient préféré le tuer eux-mêmes, plutôt que de laisser faire les Américains. Soit Salamé a été envoyé par Al-Baghdadi au sein d'Al-Qaïda pour préparer son refuge. Soit Salamé a entretenu un lien personnel secret avec Al-Baghdadi. Beaucoup trop de sang a coulé entre HTS, Al-Qaïda et l'État islamique pour envisager un rapprochement quelconque du vivant d'Al-Baghdadi ». Selon le géographe Fabrice Balanche, cité dans un article d'Armin Arefi pour Le Point,« il existe aujourd'hui des liens établis entre HTS et les services de renseignements turcs du MIT » et « il est donc difficile d'imaginer que HTS n'ait pas su qu'Al-Baghdadi se cachait dans la zone et que les Turcs n'en étaient pas informés ». Der Spiegel souligne au contraire que plus d'un millier de partisans de l'État islamique avaient été faits prisonniers récemment par les hommes de Hayat Tahrir al-Cham, que les deux groupes sont « des ennemis acharnés sur le champ de bataille » et qu'« il semblait improbable que quiconque s'attende à ce qu'Abou Bakr al-Baghdadi se cache dans la région » d'Idleb.
Abou Bakr al-Baghdadi arrive à Baricha vers juillet 2019 selon The New York Times ou pendant l'été d'après The Washington Post,. Deux semaines avant le début de l'opération, il est sous la surveillance d'équipes américaines et françaises. Le 24 octobre, la présence d'al-Baghdadi est confirmée à la Maison-Blanche. Deux raids sont annulés à la dernière minute avant que l'opération ne soit finalement déclenchée le 26 octobre 2019,.
Le conseiller à la sécurité nationale Robert O'Brien déclare dans une interview que l'opération a été nommée en l'honneur de Kayla Mueller, une jeune travailleuse humanitaire américaine, enlevée par l'État islamique et utilisée comme esclave sexuelle par Abou Bakr al-Baghdadi, tuée en février 2015. Cependant le nom exact de l'opération n'a pas été publié. Selon un journaliste d'ABC, c'est en fait un indicatif radio qui incorporait la date de naissance de Mueller.

## Déroulement
Dans la nuit du 26 au 27 octobre 2019, l'armée américaine lance son opération à Baricha. Elle est menée par une centaine d'hommes de la Delta Force transportés par huit hélicoptères CH-47 Chinook et appuyés par des hélicoptères AH-64 Apache,. Les appareils décollent à Erbil, dans le Kurdistan irakien. Ils arrivent à destination vers 1 heure du matin.
Les commandos sont déposés au sol près de l'édifice et les premiers échanges de tirs débutent. Arrivés devant la maison, les militaires américains font exploser un mur du bâtiment pour éviter la porte principale, soupçonnée d'être piégée,. Abou Bakr al-Baghdadi tire plusieurs coups de feu. Il refuse de se rendre et s'enfuit dans un réseau de tunnels creusés sous l'édifice,. Des chiens de l'armée américaine sont lâchés à sa poursuite,,. Un robot militaire est également engagé dans les tunnels,. Cerné, Abou Bakr al-Baghdadi trouve la mort en actionnant sa ceinture explosive,,. L'explosion tue également deux de ses enfants.
Les décombres du tunnel sont ensuite déblayés par les soldats américains pour s'emparer de la dépouille. Cinq à six téléphones et deux à quatre ordinateurs portables sont saisis. À 3 h 30, l'opération est achevée. Les hélicoptères américains repartent en direction d'Erbil, dans le Kurdistan irakien, emportant avec eux le corps déchiqueté d'al-Baghdadi. L'identité du chef de l'État islamique est ensuite confirmée par des tests ADN,. La maison est quant à elle bombardée et totalement rasée après le départ des commandos,.
Comme pour Oussama ben Laden en 2011, le corps d'Abou Bakr al-Baghdadi est immergé en mer,.

## Réactions

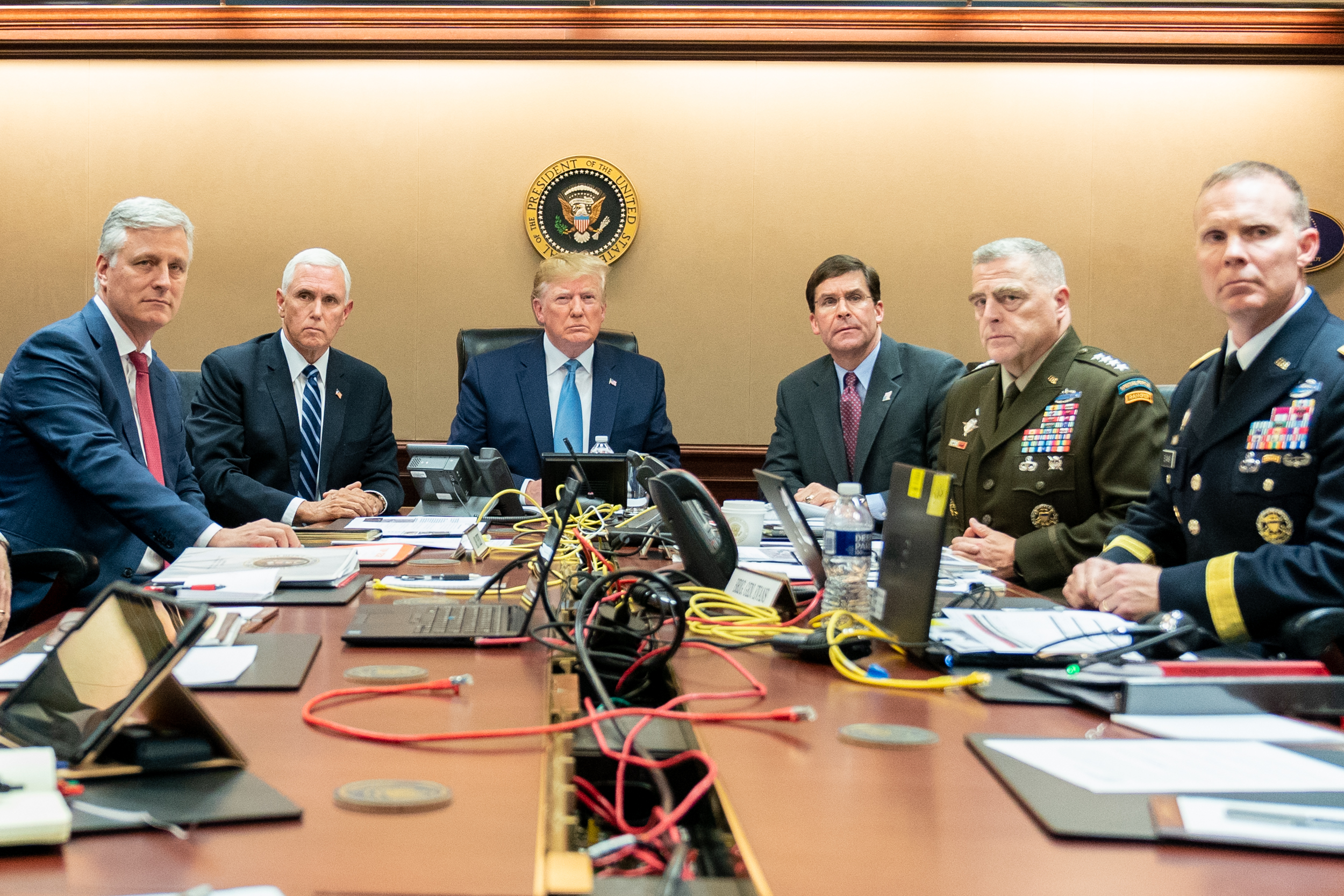
De gauche à droite : le conseiller à la sécurité nationale Robert O'Brien, le vice-président Mike Pence, le président Donald Trump, le secrétaire à la Défense Mark Esper, le chef d'État-Major des armées Mark A. Milley et le général Marcus Evans, directeur adjoint des opérations spéciales, dans la salle de crise de la Maison-Blanche, le 26 octobre 2019.

Le 27 octobre 2019, le président américain Donald Trump annonce officiellement la mort d'Abou Bakr al-Baghdadi. Il remercie officiellement la Russie, la Turquie, la Syrie, l’Irak et les Kurdes pour leur soutien.
La mort d'al-Baghdadi est saluée par plusieurs États, notamment la Russie, la France, le Royaume-Uni, la Turquie, Israël et l'Arabie saoudite.
Le 31 octobre, l'État islamique reconnaît la mort de son « calife » dans un communiqué audio : « Ô musulmans, Ô moudjahidine, soldats de l’EI (…), nous pleurons le commandeur des croyants Abou Bakr Al-Baghdadi ».

## Bilan humain

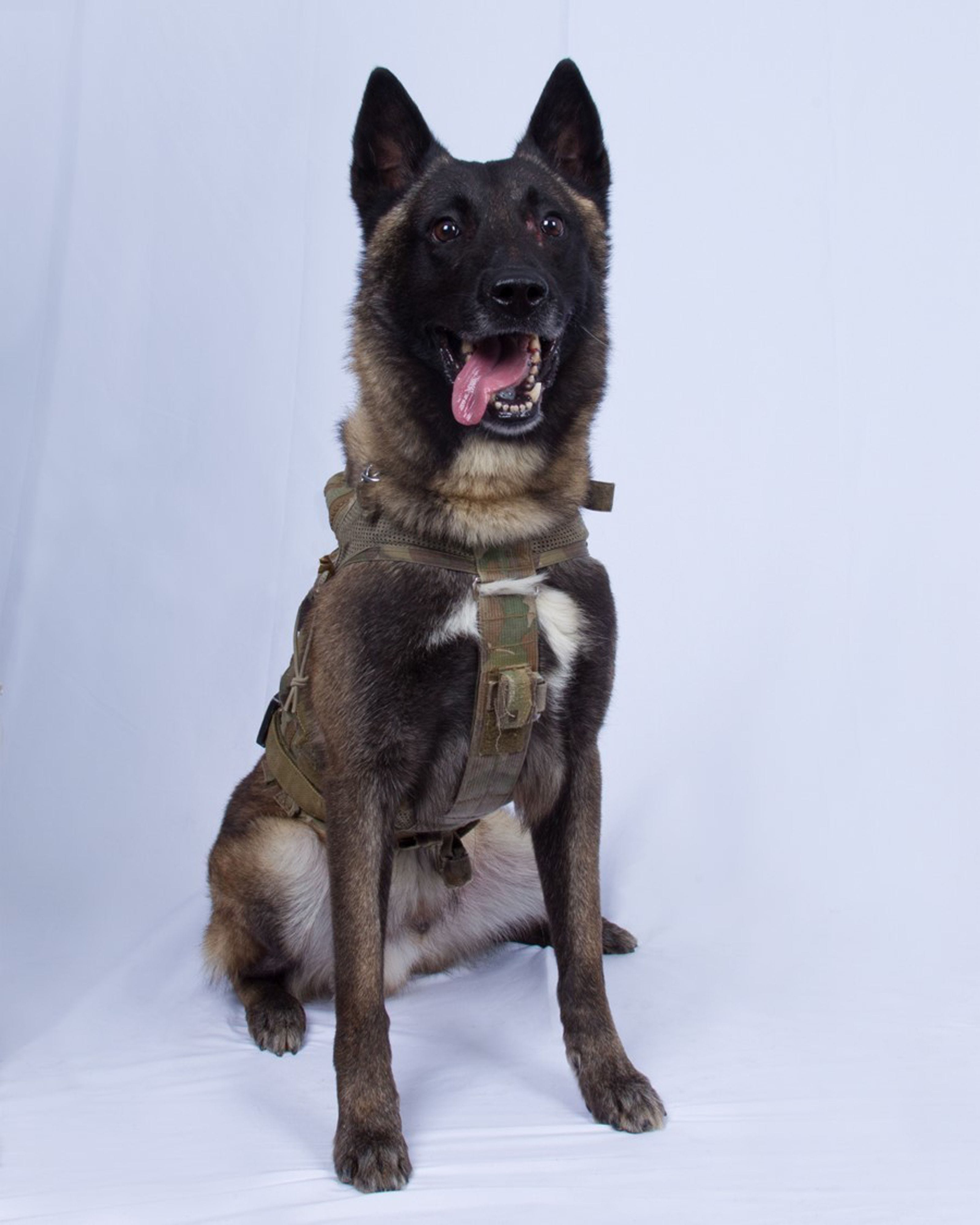
Photographie de Conan, chien militaire légèrement blessé durant l'opération, qui a pourchassé Abou Bakr al-Baghdadi.

Le 27 octobre, le président Donald Trump affirme « qu'un grand nombre de combattants et de compagnons de Baghdadi ont été tués avec lui », sans en préciser le nombre. Il indique également que deux femmes du chef de l'État islamique ont été tuées, que onze enfants ont été évacués lors de l'opération et qu'Abou Bakr al-Baghdadi a tué trois de ses jeunes enfants en actionnant sa ceinture explosive.
Le matin du 27 octobre, l'Observatoire syrien des droits de l'homme (OSDH) déclare que le raid américain a fait au moins neuf morts, dont deux femmes et un enfant,. The Guardian donne également un bilan de neuf morts d'après des sources de l'armée américaine.
Le 28 octobre, le général Mark A. Milley, chef d'État-Major des armées, annonce également que deux hommes ont été capturés lors de l'opération.
Le 30 octobre, le général Kenneth McKenzie, chef de l'United States Central Command, donne le bilan définitif. Il annonce qu'au total six membres de l'État islamique ont été tués lors du raid — quatre femmes et deux hommes, dont al-Baghdadi — et que deux des enfants d'al-Baghdadi sont morts et non trois comme annoncé initialement par Donald Trump,. Il précise que les femmes agissaient « de manière menaçante » et portaient des gilets explosifs. Deux hommes ont été faits prisonniers et onze enfants évacués. Il indique également que pendant l'opération, en dehors du complexe, 10 à 15 hommes d'un groupe non-affilié à l'État islamique ont été tués par des frappes aériennes après avoir ouvert le feu sur les hélicoptères en pensant probablement qu'ils étaient la cible de l'attaque,.
Selon Mark Esper, le secrétaire à la Défense des États-Unis, les forces américaines ne comptent que deux blessés légers. Un chien de guerre, un mâle malinois, est également légèrement blessé par la détonation de la ceinture d'explosifs,.
Le propriétaire de la maison, qui avait fait construire le réseau de tunnels, Abou Mohammed Al-Halabi, est tué dans l'opération.

## Suites
Après le raid, les djihadistes de Hayat Tahrir al-Cham investissent dans la matinée la zone des combats et en bloquent l'accès.

### Vidéographie
- [vidéo] Les États-Unis publient des images du raid contre Abou Bakr al-Baghdadi, France 24, 30 octobre 2019.

### Photographies
- EN IMAGES. L’endroit où a été tué Abou Bakar al-Baghdadi, le chef du groupe État islamique, Ouest-France, 28 octobre 2019.